# Colonia Regina Elena

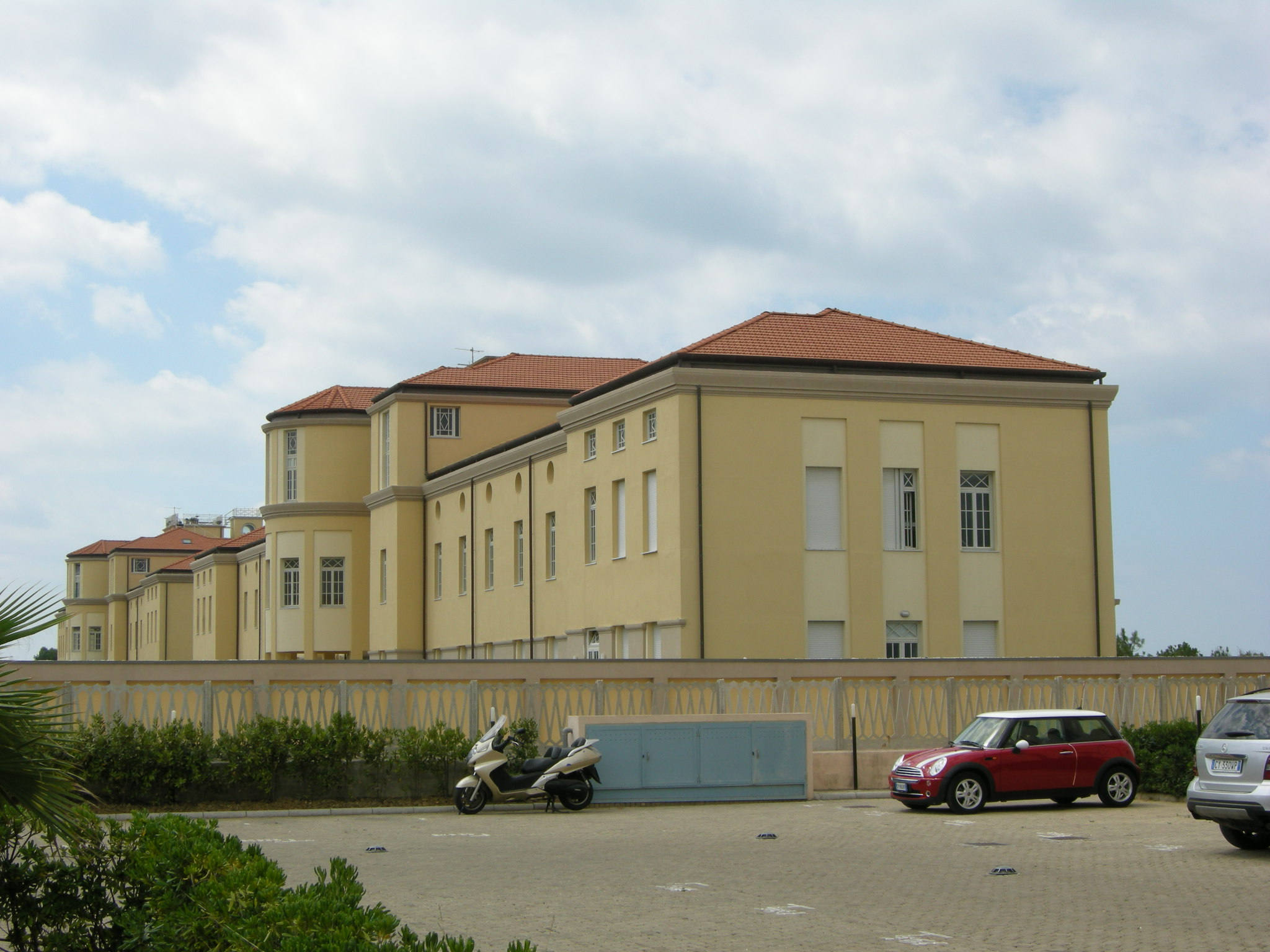
Colonia Regina Elena

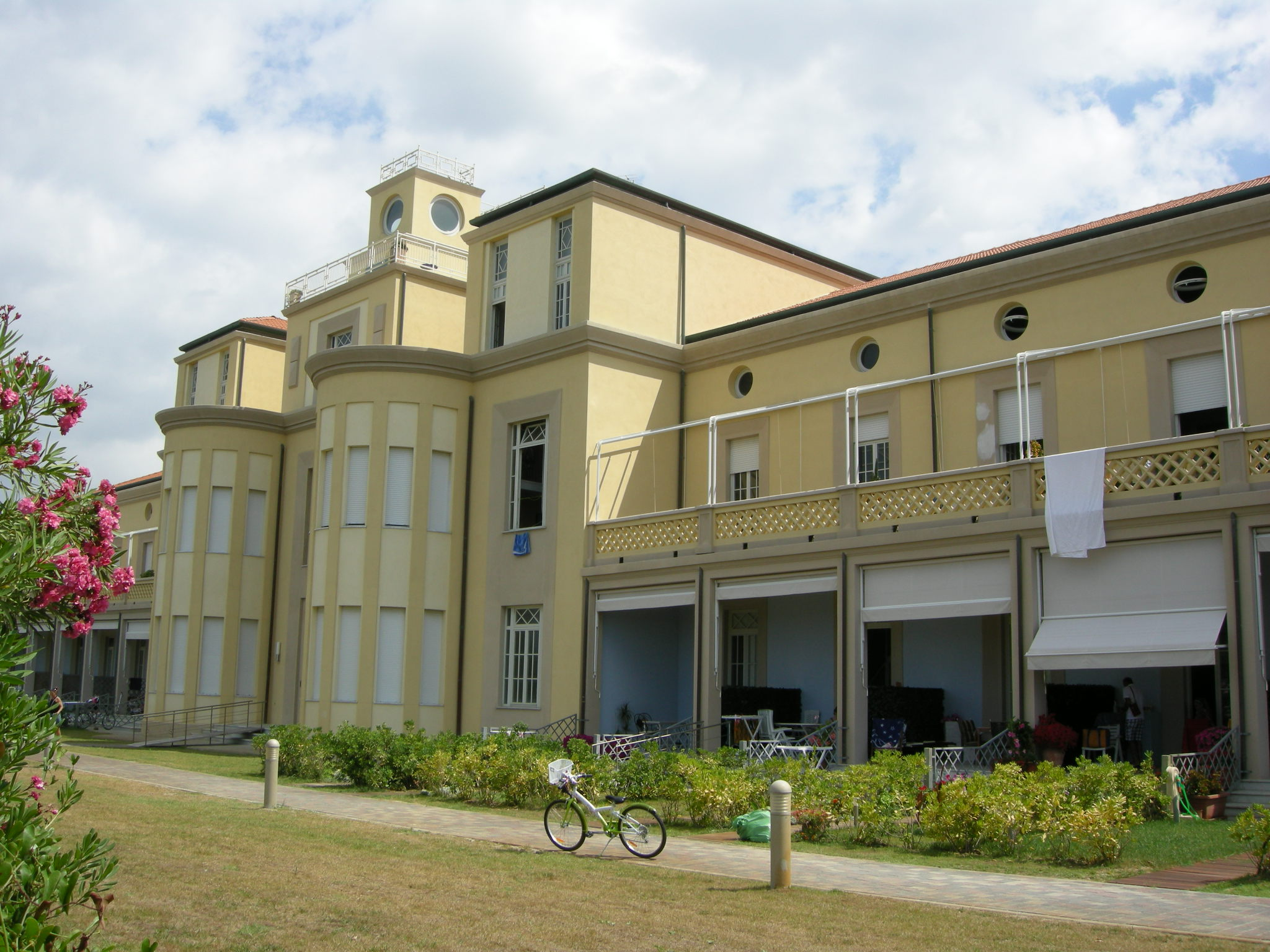
Colonia Regina Elena

La Colonia Regina Elena è un grande complesso edilizio posto in località Calambrone (Comune di Pisa), sul litorale pisano, nel viale Tirreno 76. In origine era adibita a colonia estiva, ma a partire dai primi anni del nuovo millennio è stata restaurata e trasformata in una struttura composta da appartamenti per abitazioni.

## Storia
Agli esordi degli anni trenta del Novecento l'amministrazione degli Spedali Riuniti di Livorno decise di progettare nella zona costiera di Calambrone una "città elioterapica", composta di colonie marine e di tutti i servizi (religiosi, sanitari e sociali) necessari.
L'incarico per il progetto della Colonia Regina Elena venne affidato a Ghino Venturi, già progettista dei suddetti spedali labronici.
Il progetto esecutivo venne approntato nel 1931 e approvato con delibera del Podestà il 30 ottobre dello stesso anno.
I lavori vennero avviati nel febbraio del 1932 e si conclusero, con "celerità tutta fascista" l'anno successivo.
La colonia fu ufficialmente inaugurata nell'estate del 1933.
Nel 1937 la Colonia Regina Elena venne ceduta all'OPAFS (Opera di Previdenza e Assistenza dei Ferrovieri dello Stato) che aggiunse alla destinazione di colonia elioterapica quella di collegio scolastico; cessò definitivamente la propria attività nel 1977, versando da allora in completo stato di abbandono.
All'inizio del XXI secolo sono stati avviati i lavori di recupero del vasto complesso edilizio, che è stato frazionato in diversi appartamenti.

## Descrizione

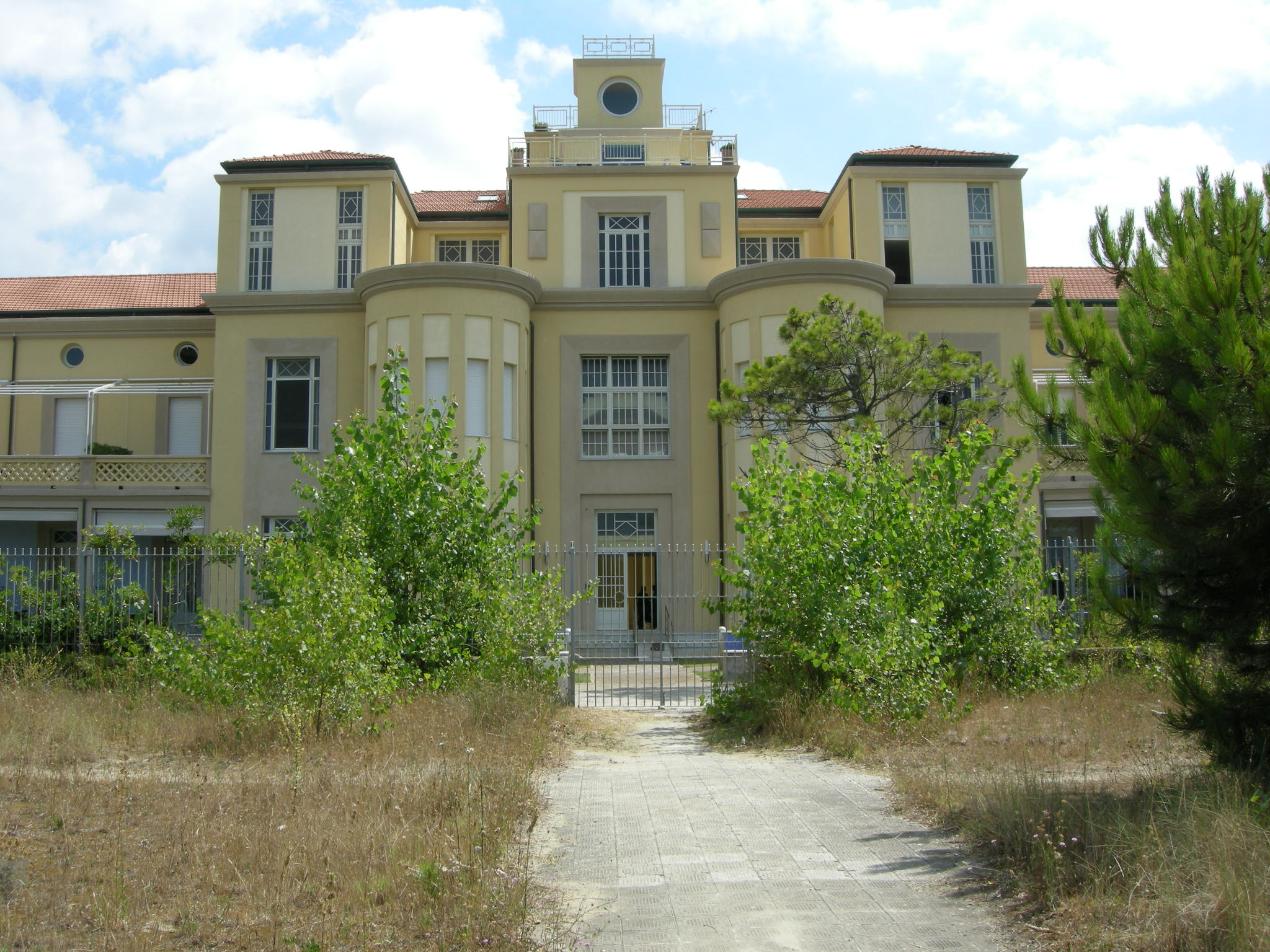
Il prospetto mare del padiglione sud

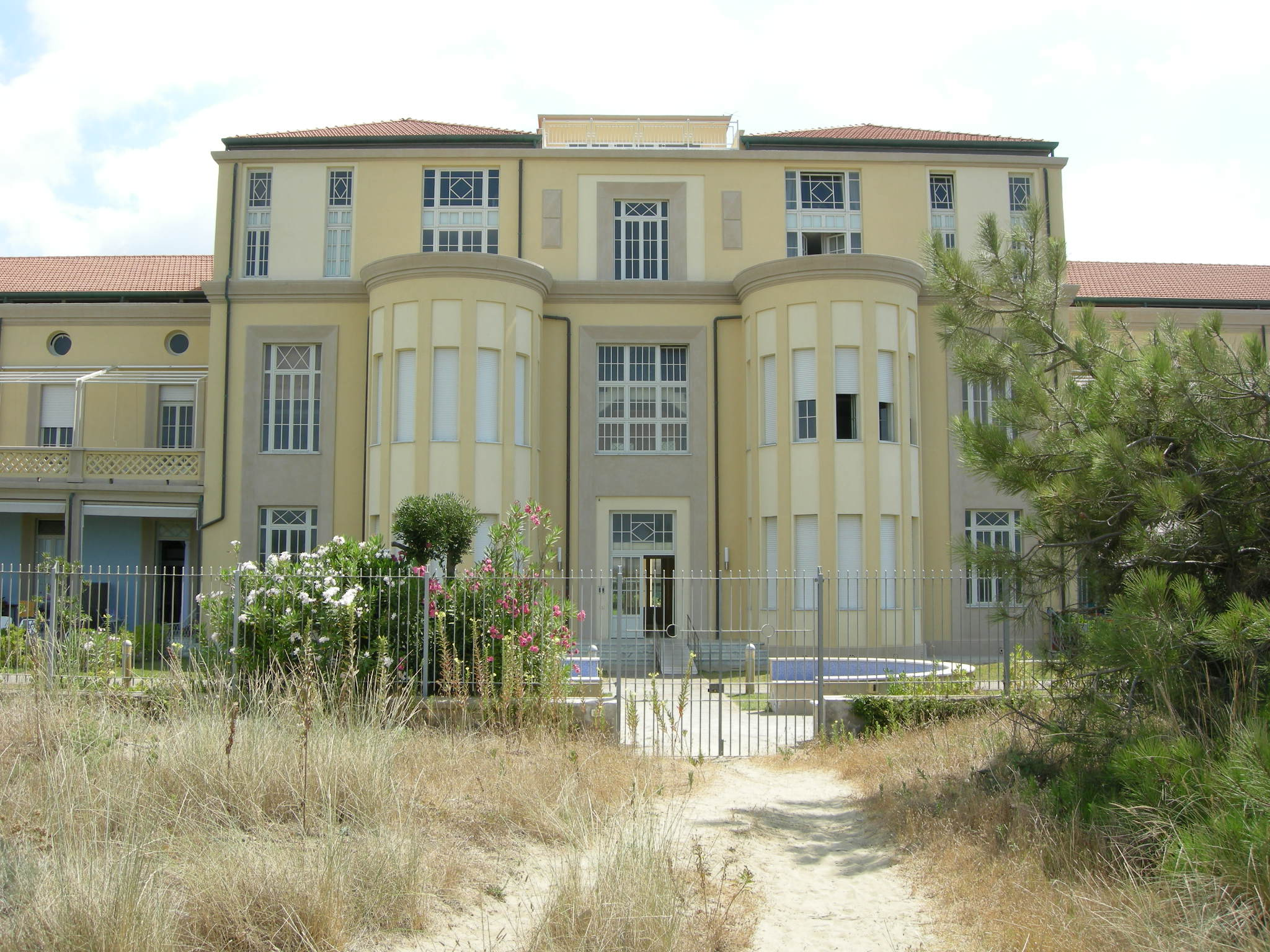
Il prospetto mare del padiglione nord

La colonia è situata in un lotto a sviluppo longitudinale compreso tra la spiaggia di Calambrone e il lungo viale che collega Marina di Pisa a Livorno.
È inserita all'interno di una vasta porzione di territorio interamente destinata a colonie elioterapiche; a meridione e a settentrione sono infatti situate la Colonia Principi di Piemonte e quella mazzoniana Rosa Maltoni Mussolini.
La colonia Regina Elena, dopo la ristrutturazione è di proprietà di privati, si compone di tre edifici collegati tra loro ed inseriti all'interno di un ampio lotto (superficie di 27.045 metri quadrati) recintato ed alberato, con prevalenza di pini, palme ed arbusti tipici della macchia mediterranea. Si accede all'area da un cancello, sulla via principale, fiancheggiato da un casotto in muratura una volta utilizzato dal portiere ora trasformato in miniappartamento.
Il complesso si compone di quattro edifici, due dei quali disposti parallelamente alla linea costiera e uno ortogonalmente mentre il quarto realizzato ex novo sul tergo rappresenta un’aggiunta concessa durante la ristrutturazione ma non presente nella struttura originaria, i primi tre fabbricati sono collegati tra di loro tramite un percorso porticato continuo. Tali architetture, caratterizzate da una planimetria e una volumetria compatte, sono informate a un lessico risultante dalla sintesi di moderato classicismo e razionalismo, con conseguente riduzione e semplificazione degli apparati decorativi.
I due edifici paralleli alla spiaggia hanno un impianto a sviluppo longitudinale e sono caratterizzati da fronti ritmicamente scanditi da finestre rettangolari in cui il corpo centrale risalta sia per la diversa altezza (tre piani contro i due del resto dell'edificio) sia per l'emergenza di volumi semicilindrici aggettanti dalla cortina muraria: tali corpi sono due, così da enfatizzare il centrale asse di simmetria, per ciascuno dei due fronti a mare, informati a una maggiore rappresentanza, uno soltanto per i fronti sul cortile interno (in questo caso stanno ad indicare l'ingresso e distribuiscono alle centrali scale interne). Questi due edifici, uguali per impianto e volumetria e lievemente differenziati dai motivi decorativi delle facciate e degli interni, ospitavano quello a nord le residenze dei bambini, quello a sud l'amministrazione e la residenza del personale.
Relativamente all'intero, tali edifici sono caratterizzati da un corridoio longitudinale, in posizione centrale e servito da un ampio corpo scala, dal quale si accede ai diversi ambienti, con affaccio su tutti e quattro i fronti.
Il terzo edificio, destinato originariamente all'infermeria ed ai servizi sanitari, presenta anch'esso un impianto ed una volumetria compatte (su due e tre piani fuori terra) caratterizzate dalla ritmicità delle aperture e dall'emergenza, verso il cortile, di un corpo semicilindrico: a raccordo tra questo edificio e il nucleo longitudinale meridionale è situato un passaggio, coperto e vetrato, connotato dalla presenza al centro di un padiglione a pianta ottagonale.
Il quarto edificio realizzato nella zona prospiciente i nuovi parcheggi risulta composto da unità da terra a tetto, rappresenti un’aggiunta di volumi premianti la ristrutturazione del complesso immobiliare.
L'intero impianto, la cui planimetria generale suggeriva una volta l'icona del fascio, è immerso in un ampio giardino dal disegno geometrico, in cui emergono alberature tipicamente mediterranee.

## Chiesa e centro servizi

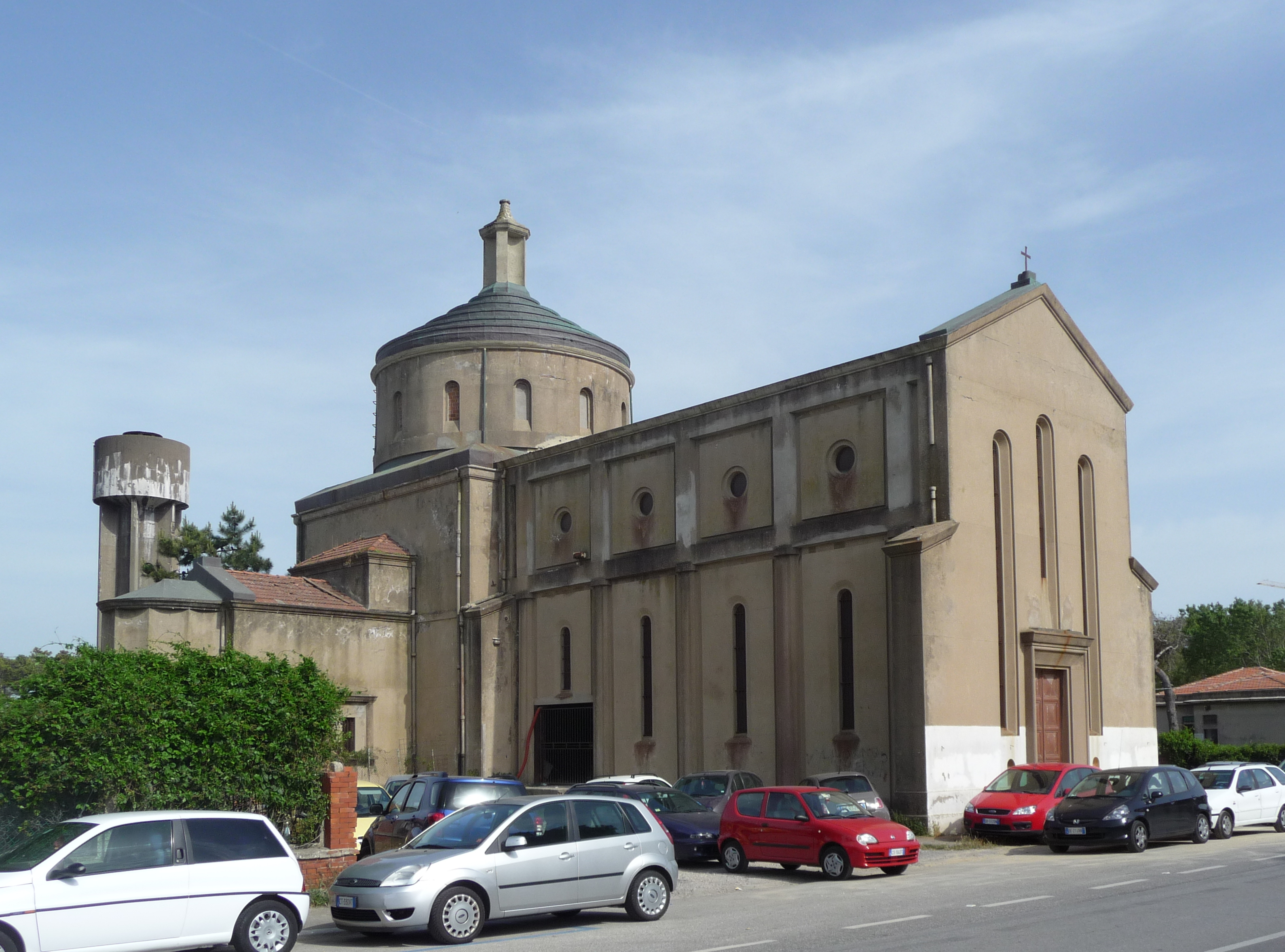
Chiesa di Santa Rosa

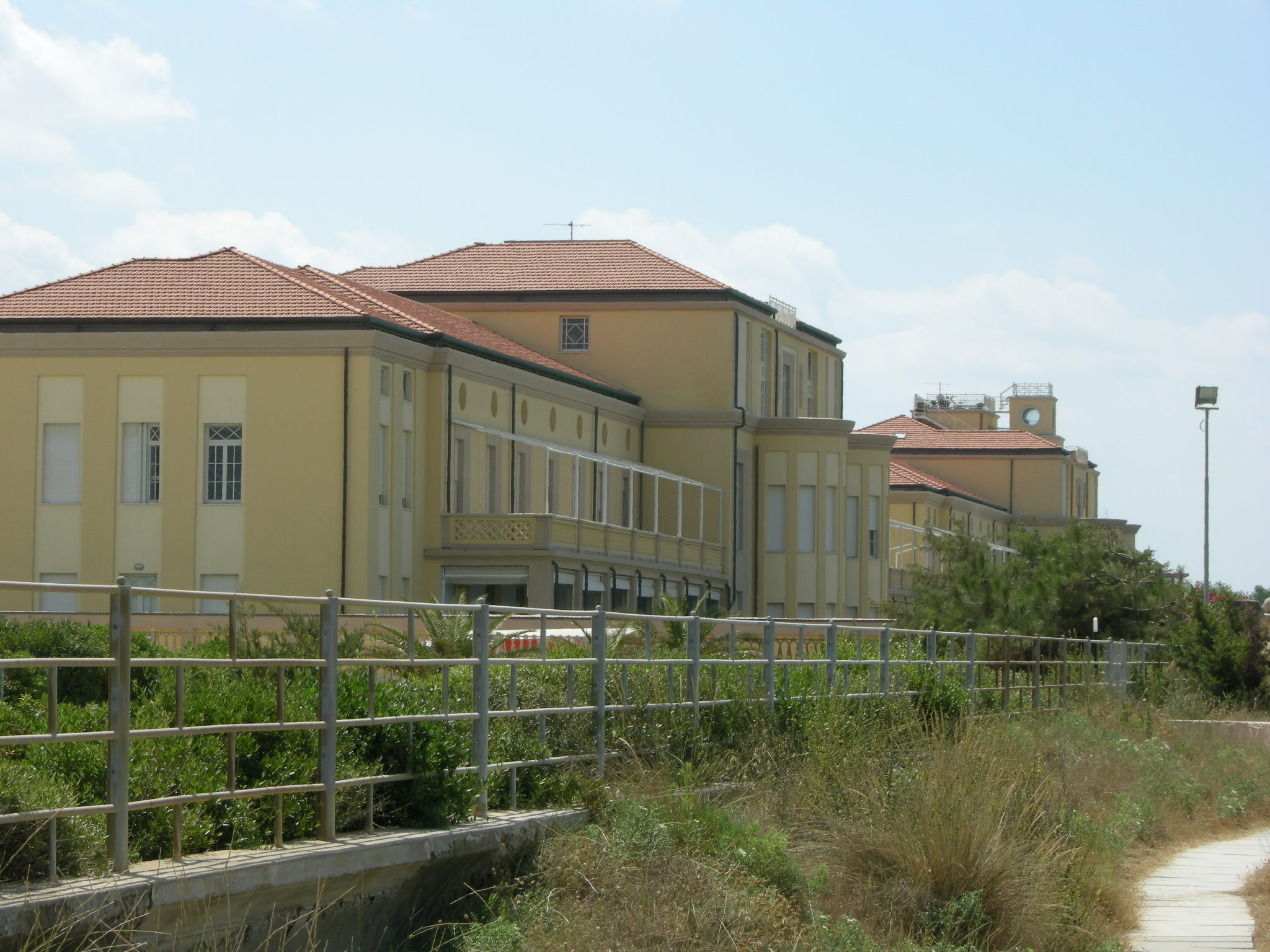
Veduta del complesso dal lato mare

Venturi progettò anche il "centro servizi" (1932 - 1934) attiguo alla Colonia Regina Elena e composto da una chiesa, dedicata a Santa Rosa, e da alcune strutture minori. In particolare, la chiesa rimanda ancora al modello della cappella del citato nosocomio livornese. Strutturata secondo una pianta di tipo basilicale, con una cupola al transetto, è caratterizzata da una facciata aperta da lunghe finestre a feritoia. Inoltre, proprio come nella cappella labronica, presso l'abside dell'edificio è posta una torre-serbatoio.

## Fortuna critica e profilo architettonico
Ad esclusione degli entusiastici giudizi della stampa all'epoca dell'inaugurazione, i contributi della critica non sono molti: è stato comunque rilevato come il lessico delle facciate sia improntato a un gusto novecentesco di matrice piacentiniana, considerando elementi compositivi interessanti le emergenze cilindriche dei corpi scala e la presenza del lungo porticato, elemento unificante dei prospetti.
Il complesso edilizio rimanda peraltro proprio all'architettura degli Spedali Riuniti di Livorno, progettati dallo stesso Venturi e caratterizzati da padiglioni dalla pianta assai articolata (con elementi semicircolari) collegati tra loro da numerosi porticati.